# گیاه زینتی

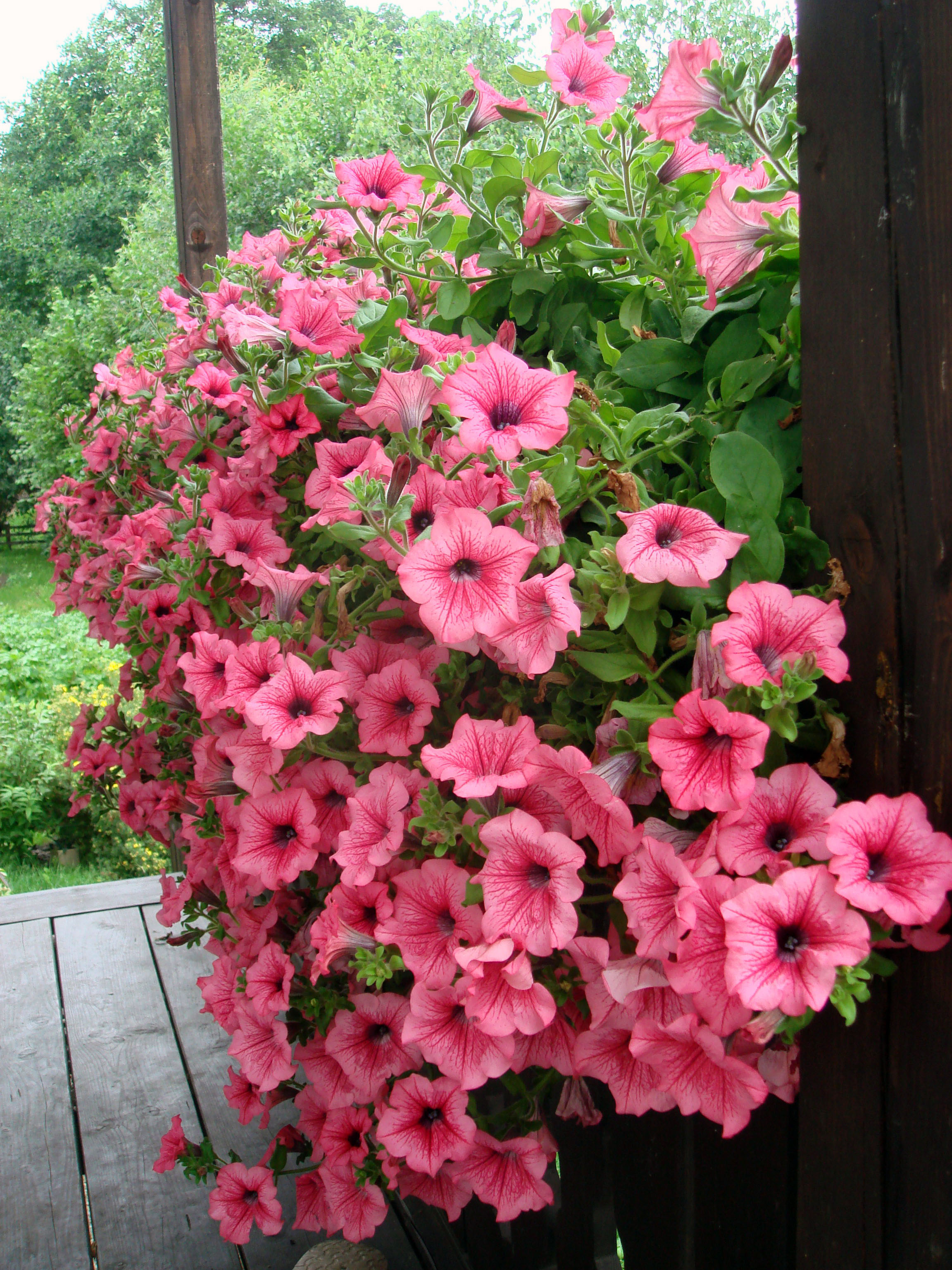
گل اطلسی

گیاه زینتی به گیاهی گفته می‌شود که در باغ گل یا به عنوان گیاه خانگی رشد داده می‌شود. آن‌ها معمولاً به خاطر نمایش گل‌هاشان کاشته می‌شوند. ویژگی‌های دیگر این گیاهان برگ، بو، میوه، ساقه و پوست نگهداری می‌شوند.
بعضی اوقات نیز ویژگیهای غیرعادی این گیاهان باعث قرار گیریشان در رده گیاهان زینتی می‌شود مثلاً خارهای بعضی از تیره‌های رز و کاکتوس. البته در همه این موارد هدف از پرورش این گیاهان لذت بردن پرورش دهنده‌ها و بازدیدکننده‌ها از گیاهان زینتی است.

## واژه‌شناسی
لفظ گیاه زینتی در این‌جا به همان مفهومی بکار برده شده که در صنعت پرورش گل و گیاه بکار برده می‌شود. این واژه به‌طور گسترده اشاره به «گیاهان بستانی» دارد؛ هر چند این عبارت از دقت کمتری برخوردار است چرا که گیاهان غیر زینتی هم ممکن است در بوستانها رشد کنند.

## درختان زینتی
در بین درختان نیز گونه‌های زینتی وجود دارد خصوصاً وقتی که درختی به خاطر گلها یا ترکیب بندی اش از نظر شکل و رنگ یا سایر ویژگیهای منحصر بفرد آن در چیدمانی مثل یک باغ یا چشم‌انداز قرار داده می‌شود.
یکی از درختچه‌های زیبا که می‌توان برای تزیین استفاده کرد بونسای است، از بونسای می‌توان به شاهکار هنر و علم باغبانی نام برد که توسط ذهن خلاق هنرمند خلق می‌شود. بونسای حاصل تلفیق هنر با علم باغبانی است. یک هنرمند خلاق با حس زیباشناسی و مهارت، با خلق یک بونسای در گلدان ظریف می‌کوشد تا درختی کهن بر فراز یک کوه یا درختی کهنسال و با وقار روییده در دشت را تصویر کند. پس بونسای هم یک سرگرمی در زمینه باغبانی زینتی است و هم باعث نزدیکی و شناخت انسان از شگفتی‌های طبیعت می‌شود.

## معیارهای زینتی بودن یک گیاه
برای اینکه یک گیاه زینتی محسوب شود رسیدگی‌های ویژه‌ای توسط پرورش دهنده آن ملاک قرار می‌گیرد به عنوان مثال گیاهانی که برای ایجاد اشکال جالب هرس می‌شوند یا گیاهان مینیاتوری، فقط به این دلیل زینتی محسوب می‌شوند که باغبان آن‌ها عملیات ویژه‌ای را برای زیباسازیشان انجام می‌دهد و به محض اینکه به حال خود گذاشته شوند با رشد سریع و خروج از فرم ایجاد شده از دسته گیاهان زینتی هم خارج می‌شوند. اما دسته دیگری از گیاهان زینتی هستند که حتی به‌صورت خودرو و بدون نیاز به باغبان زینتی محسوب می‌شوند مثل کاکتوسهای وحشی.
گیاهان زینتی از گیاهانی که برای مقاصد کشاورزی مورد پرورش قرار می‌گیرند متفاوتند. البته گیاهانی هم هستند که به‌طور همزمان جزو هر دو دسته قرار می‌گیرند مثلاً گیاه اسطوخودوس که در باغات به عنوان یک گیاه زینتی پرورش داده می‌شود اما ممکن است برای مقاصد کشاورزی و تغذیه‌ای جهت استفاده از روغن آن نیز رشد داده شود.
- با اینکه اقبال عمومی به استفاده از گیاهان در منازل مسکونی و حیاط خانه‌ها رو به افزایش است اما اخیراً تحقیقات نشان داده است که به‌طور مشخص کاشت ۱۰ نوع درخت و درختچه در باغچه، حیاط خانه و فضای سبز آپارتمانی مناسب و مفید نیستند.

محققان می‌گویند کاشت هر نوع گیاهی در حیاط خانه به دلیل سمی بودن، صدمه زدن به حاصلخیزی خاک و تجمع انواع حشرات برای سلامتی و بهداشت خانه مفید نیست؛ از جمله این گیاهان عبارتند از نعناع، آلوئه ورا، گیاه شابیزک، بامبو، درخت گل ابریشم، لند اسکیپر آمریکایی، تاج خروس، بنفشه آبشاری و …

## گیاه زینتی در ایران
در ایران ایستگاه ملی تحقیقات گل و گیاهان زینتی وظیفه تحقیقات و برگزاری کنگره‌های آموزشی در زمینهٔ گیاهان زینتی را بر عهده دارد، همچنین انجمن گل و گیاهان زینتی ایران به منظور گردهمایی و هم‌اندیشی فعالان و محققین گیاه زینتی در ایران تشکیل گردیده و «مجله علمی ترویجی گل و گیاهان زینتی ایران» به منظور آگاهی رسانی به فعالان گیاه زینتی انتشار می‌یابد.
از جمله رویدادها در زمینهٔ گیاهان زینتی در ایران، نوآوری و اکتشاف در زمینهٔ گل رز می‌باشد که به تولید گونه‌ای جدید از گل رز به نام گل «رز ابری» منجر شد. این گل رز حاصل تحقیقات گروهی از محققان ایرانی (پریسا کوباز، مریم جعفرخانی کرمانی، زهرا حسینی، ابوالفضل جوکار، محبوبه خاتم‌ساز) بود.